# История почты и почтовых марок Стрейтс-Сетлментса
История почты и почтовых марок Стрейтс-Сетлментса на Малайском полуострове отличается от истории почты других малайских территорий.

## Развитие почты

### Домарочный период
Корреспонденция вначале переправлялась частным образом проходящими судами. Самые ранние известные почтовые пометки датируются примерно 1806 годом. Их ставило почтовое отделение на острове Принца Уэльского (ныне Пинанг).

### Управление Индии и Бирмы
Почтовая связь была законодательно оформлена в 1837 году почтовым законом Индии. С 1854 года в обращении были почтовые марки Британской Индии, при этом колония Стрейтс-Сетлментс входила в состав «Бенгальского круга» (англ. «Bengal circle»), затем с 1861 года — в состав «Бирманского круга» («Burma circle»). Для гашения марок использовались почтовые штемпели: «B109» в Малакке, «B147» в Пенанге и «B172» в Сингапуре.

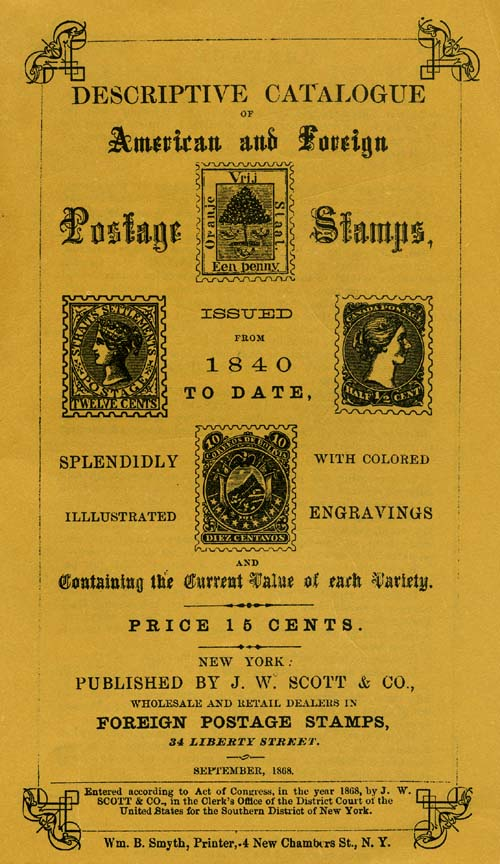
Обложка первого каталога «Скотт» (1868), на которой в числе других помещена
12-центовая марка из первой серии
Стрейтс-Сетлментса (в середине слева)

## Выпуски почтовых марок

### Первые марки
Когда Стрейтс-Сетлментс стала королевской колонией в 1867 году, там начался выпуск собственных почтовых марок, даже уже по той причине, что в этой колонии была принята денежная единица на основе 96 центов к серебряному доллару. Начиная с 1 сентября 1867 года, на имевшихся запасах девяти типов индийских марок были сделаны надпечатки короны и нового номинала в центах. Напечатанные фирмой De La Rue для Стрейтс-Сетлментс почтовые марки начали поступать в декабре. Для них характерна заметная белая рамка вокруг профиля Виктории с надписью «STRAITS SETTLEMENTS POSTAGE» («Почтовый сбор Стрейтс-Сетлментс»). Серия марок девяти номиналов, от 2 до 96 центов, выходила постепенно, при этом марка номиналом в 30 центов вышла лишь в 1872 году.
Нехватка марок в период с 1879 по 1882 год привела к появлению различных надпечаток новых номиналов, пока в январе 1882 года не поступили новые марки номиналом в 5 и 10 центов. Это ещё не было окончание всех трудностей, и вплоть до конца столетия регулярно появлялись надпечатки новых номиналов.

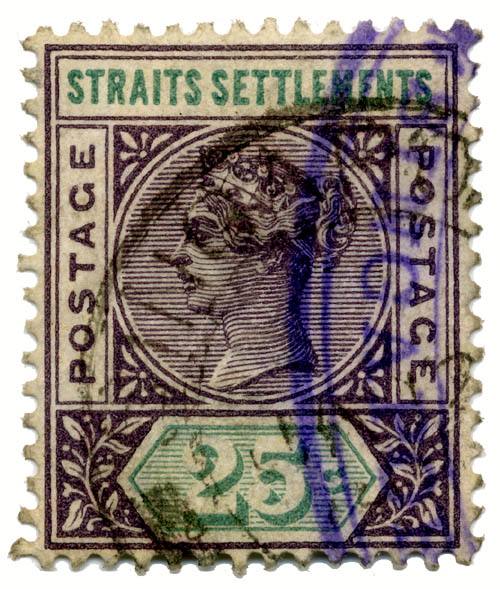
Марка колониального типа номиналом в 25 центов (1892)

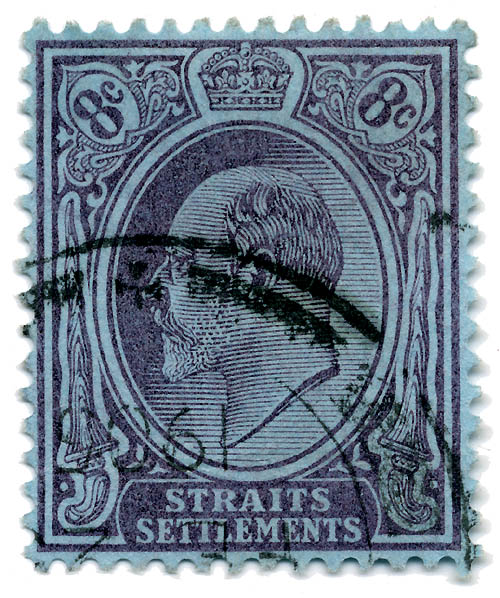
Почтовая марка 1904 года номиналом в 8 центов, погашенная в 1906 году

### Выпуски колониального типа
В 1892 году в продажу поступили почтовые марки колониального типа. Ряд из них был напечатан в двух цветах. Примечательная марка из этой серии номиналом в 5 долларов вышла в 1898 году. Восшествие на престол короля Эдуарда VII вызвало к жизни новые марки в 1902 году, по-прежнему с рисунком основного типа, которых в 1903 году дополнили марки с рисунками с овальной виньеткой.

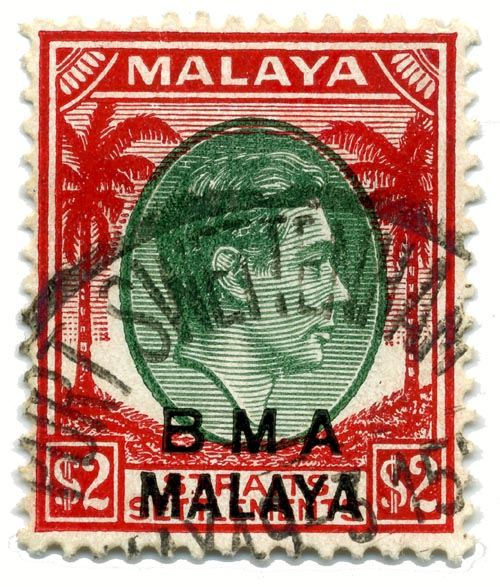
2-долларовая марка британской военной администрации с надпечаткой «BMA / MALAYA» («БВА / Малайя»), погашенная в Порт-Светтенхеме (ныне Порт-Кланг) в 1949 году

### XX век
В 1907 году на остатках почтовых марок Лабуана была сделана надпечатка «STRAITS SETTLEMENTS.» («Стрейтс-Сетлментс.»), в некоторых случаях — вместе с надпечаткой нового номинала, и в 1910 году были выпущены новые марки большого размера номиналом в 25 и 500 долларов (хотя они и годились для оплаты почтового сбора, тем не менее обычно использовались в фискальных целях). Изображение Георга V сменило изображение отца на почтовых марках с 1912 года, при этом рамки остались теми же, изменились только виньетки. На этих марках в 1922 году были сделаны надпечатки в ознаменование выставки Малайя-Борнео. Стрейтс-Сетлментс также приняли участие в омнибусном выпуске к 25-летию правления Георга V в 1935 году. Последним выпуском Стрейтс-Сетлментс стал выпуск Георга VI, издание которого началось в 1937 году.

## Японская оккупация
Во время Второй мировой войны Япония издала в марте 1942 года марки для оккупированной ими территории, сделав надпечатки текста на японском языке на имеющихся почтовых марках.

## Британская военная администрация
После ухода японцев в 1945 году британская военная администрация (БВА) выпустила провизории, сделав надпечатки на марках Стрейтс-Сетлментс текста «BMA / MALAYA» («БВА / Малайя»). Они были в продаже на всей территории Малайи и находились в обращении до тех пор, пока не был организован выпуск обычных почтовых марок, что произошло лишь в 1951 году в случае Келантана.